# Liga Semi-Pro Divisyen 1 1989
La Liga Semi-Pro Divisyen 1 1989 è stata la 1ª edizione della massima divisione del calcio malese sotto l'egida della Liga Semi-Pro Divisyen 1, l’8ª complessiva; è iniziata il 1º luglio 1989 e si è conclusa il 29 ottobre 1989.
La squadra campione in carica era il Kuala Lumpur.